# Якушин Іван Іванович
Якýшин Івáн Івáнович (нар. 17 серпня 1982, Євпаторія, СРСР — пом. 17 липня 2014, Куйбишево, Росія) — український військовик, майор Національної гвардії України. Помер від ран в ході антитерористичної операції у лікарні міста Куйбишево.

## Життєпис
Іван Якушин народився у Євпаторії. Після закінчення школи вступив до Харківського інституту внутрішніх військ. Проходив службу в Криму, наприкінці 2013 року перевівся до військової частини 3029 ВВ МВС України у Запоріжжі. Під час Євромайдану виступав на стороні силовиків, перебував у Києві до наказу про вивід військ у місця постійної дислокації 20 лютого 2014 року. Був офіцером бойової та спеціальної груп підготовки, займався підготовкою військовослужбовців, організацією навчань та стрільб.
Брав участь у війні на сході України 2014 року. 16 липня 2014 року, під час обстрілу бойовиками позицій Національної гвардії України поблизу населеного пункту Маринівка, Якушин отримав проникаюче осколкове поранення черевної порожнини, що призвело до великої втрати крові. Врятувати життя бійця в умовах польового шпиталю не видавалося можливим, тому було прийняте рішення передати його російським прикордонникам, що мали б доставити Івана Якушина та ще декількох бійців у лікарню міста Куйбишево (Ростовська область). Втім, російським лікарям також не вдалося допомогти українському військовику, який помер 17 липня 2014 року. Після смерті у нього лишилася дружина та донька. Похований на Алеї Слави Капустяного кладовища в місті Запоріжжя.
26 липня 2014 року майора Якушина за особисту мужність і героїзм, виявлені у захисті державного суверенітету та територіальної цілісності України, було нагороджено орденом орденом «За мужність» III ступеня посмертно.

## Нагороди
- Орден «За мужність» III ступеня (2014, посмертно)[5]
- орден «За заслуги перед Запорізьким краєм» III ступеня, посмертно (розпорядження голови обласної ради від 09.11.2016 № 404-н)[6]